# Colisión en la pista del aeropuerto Jorge Chávez de 2022
El vuelo 2213 de LATAM Perú (LP2213/LPE2213) era un vuelo regular de pasajeros en Perú de Lima a Juliaca. El 18 de noviembre de 2022 a las 15:11 hora local, el Airbus A320neo, operado por Latam Perú, estaba despegando del aeropuerto internacional Jorge Chávez cuando colisionó con un "camión de bomberos aeroportuarios" de Lima Airport Partners S.R.L., fabricado por la empresa Kronenburg B. V. que cruzaba la pista, matando a dos bomberos e hiriendo a un tercero (quien fallecería el 17 de junio de 2023). De los 102 pasajeros 36 resultaron con heridas leves, mientras que 4 de los pasajeros resultaron con heridas de alta gravedad. Los 78 pasajeros restantes junto a los 6 miembros de la tripulación resultaron ilesos.
El avión quedó dañado sin posibilidad de reparación y se dio por perdido a causa del accidente, convirtiéndose en la primera pérdida del casco de la familia Airbus A320neo.

## Accidente
El vuelo tenía previsto salir del Aeropuerto Internacional Jorge Chávez de Lima a las 14:55 PET (19:55 UTC) y llegar al Aeropuerto Internacional Inca Manco Cápac de Juliaca a las 16:30 PET (21:30 UTC). A su vez, tanto Lima Airport Partners como Córpac realizaron coordinaciones para las habituales rutinas de simulacro por parte de los bomberos.
La aeronave comenzó su despegue en la pista 16 a las 15:11. Durante el despegue, varios camiones de bomberos y de asistencia al aeropuerto cruzaron la pista delante de la aeronave en aceleración, y uno de ellos colisionó con la aeronave. Un vídeo publicado en las redes sociales mostraba el momento de la colisión, con la separación del motor derecho de la aeronave y el colapso del tren de aterrizaje derecho. Otro vídeo publicado en las redes sociales mostraba cómo el avión se inclinaba hacia su lado derecho mientras avanzaba por la pista en llamas, echando rápidamente humo al detenerse. Los pilotos abortaron el despegue y el avión se detuvo a 2.500 metros de la pista. Varias fotos de las secuelas mostraban el camión de bomberos destruido y el avión descansando sobre su ala derecha con la sección trasera ligeramente quemada.
Durante el siniestro, se redirigieron temporalmente los vuelos internacionales al Aeropuerto Capitán FAP Renán Elías Olivera en Pisco, en que operó temporalmente Migraciones.

## Aeronave
La aeronave involucrada en el accidente era un Airbus A320-271N de cinco años de antigüedad, con número de serie 7864, matriculado como CC-BHB. Fue entregado a LATAM Chile en noviembre de 2017. La aeronave contaba con dos motores Pratt & Whitney PW1927G. La aeronave sufrió daños irreparables y posteriormente fue dada de baja.

## Investigación
El accidente fue investigado por la Comisión de Investigación de Accidentes de Aviación (CIAA) con ayuda de la Oficina de Investigación y Análisis para la Seguridad de la Aviación Civil (BEA) francesa. La caja negra se envió a Francia para su análisis.
En septiembre de 2023, la CIAA publicó su informe final, que concluía que el accidente se había producido porque los vehículos de emergencia habían entrado en la pista sin permiso. El simulacro de emergencia había sido mal planificado por la Corporación Peruana de Aeropuertos y Aviación Comercial (Córpac), y la coordinación con el aeropuerto en relación con el simulacro fue deficiente. Los controladores aéreos sólo habían sido notificados del simulacro aproximadamente una hora antes de que se produjera, por lo que disponían de información limitada. Además, la comunicación entre los controladores aéreos y el personal de emergencia utilizaba terminología no estándar. La CIAA determinó que la causa probable de la colisión fue que el vehículo de rescate incursionó en la pista activa sin contar con la autorización expresa de la torre de control, durante un ejercicio de entrenamiento. La génesis de la cadena de eventos se originó por la falta de planeamiento, una coordinación deficiente, y el no empleo de comunicación y fraseología normalizada.
El 18 de noviembre de 2023, se difundió un vídeo que revelaba que los controladores de vuelo de Córpac conspiraron para mentir y sabotear las investigaciones. El vídeo evidencia al jefe de controles y el personal de turno realizan un presunto acuerdo para evadir declaraciones a la prensa. 